# Allobates crombiei
Espèce
Synonymes
- Colostethus crombiei Morales, 2002 "2000"

Statut de conservation UICN

 DD  : Données insuffisantes
Allobates crombiei est une espèce d'amphibiens de la famille des Aromobatidae.

## Répartition
Cette espèce est endémique du bassin inférieur du Rio Xingu dans l'État du Pará au Brésil.

## Menaces
D'après certains scientifiques, cette espèce pourrait disparaître à cause du barrage de Belo Monte.

## Étymologie
Elle est nommée en l'honneur de Ronald Ian Crombie.

## Publication originale
- Morales, 2002 "2000" : Sistemática y biogeografía del grupo trilineatus (Amphibia, Anura, Dendrobatidae, Colostethus), con descripción de once nuevas especies. Publicaciones de la Asociación de Amigos de Doñana, vol. 13, p. 1-59.